# Plecturocebus grovesi
Plecturocebus grovesi is een zoogdier uit de familie van de sakiachtigen (Pitheciidae). De wetenschappelijke naam van de soort werd voor het eerst geldig gepubliceerd door Boubli et al. in 2019.

## Voorkomen
De soort komt voor in Brazilië.